# Ulysses S. Grant
Ulysses S. Grant (Point Pleasant, Ohio, 27. travnja 1822. – Mount McGregor, New York, 23. srpnja 1885.), američki vojskovođa, političar i predsjednik SAD-a.
Vojnu akademiju u West Pointu završio je 1843., a kada je izbio američki građanski rat stupio je u vojsku Unije. Ubrzo postaje brigadni general. U ožujku 1864. predsjednik Lincoln ga postavlja za zapovjednika snaga Sjevera, koje su tada imale oko milijun ljudi. Vješto koordinirajući djelovanje svojih vojski, potisnuo je snage Juga, i u bitci kod Richmonda prisilio je generala Leeja, vrhovnog zapovjednika snaga Juga, na kapitulaciju, čime je rat završen. 1868. i 1872. godine bio je izabran za predsjednika SAD-a, ali je na tom položaju postao igračka u rukama korupcionaša, kojima nije bio dorastao. Napisao je memoare koji spadaju u najbolje vojne autobiografije.

## Životopis

### Rani život
Ulysses S. Grant se rodio kao Hyram Ulysses Grant, sin kožara Jessea Roota Granta (1794. – 1873.) i njegove supruge Hannah Simpson (1798. – 1883.). Njegovi roditelji su se bili doselili u Ohio iz Pennsylvanije. Godine 1823. su se iz Point Pleasanta preselili Georgetown, u okrugu Brown, gdje će mladi Grant provesti skoro cijelo djetinjstvo i ranu mladost.
1839. godine je Thomas L. Hamer, odvjetnik iz Georgetowna i član Zastupničkog doma Kongresa, je preporučio Granta kao pitomca američke Vojne akademije u West Pointu. Njegova služebna preporuka je zaprimljena pod imenom Ulysses Simpson Grant, što je mladom Grantu bilo veliko olakšanje kada je konačno došao na West Point. Naime, Grant se bojao da bi zbog inicijala H.U.G. - koje su istovjetne engleskoj riječi "hug" (zagrljaj) - mogao biti predmetom zadirkivanja svojih kolega. Ne znajući za Hamerovu preporuku, pokušao se upisati pod imenom Ulysses Hyram Grant, ali su to školske vlasti odbile, inzistirajući na imenu Ulysses Simpson Grant. Na kraju je Grant odlučio do kraja života koristiti novo ime, ali kao Ulysses S. Grant, te nikada nije objašnjavao što znači "S." u njegovom imenu.
Grant se u akademskom smislu nije naročito istakao na West Pointu, te je 1843. godine diplomirao kao 21. od 39 pitomaca u klasi. Međutim, tokom školovanja se stekao glas izvrsnog jahača. Na Akademiji je razvio sklonost prema viskiju, koja će ga proganjati tokom života, kao i sklonost prema cigarama, kojoj mnogi pripisuju njegovu smrt.
Nakon što je dobio čin poručnika, Grant je služio u garnizonima na zapadnim granicama SAD-a. Prilikom putovanja je posjetio White Haven plantažu u blizini St. Louisa, gdje je živjela obitelj Fredericka Denta, njegovog prijatelja s Akademije. Tamo je upoznao Frederickovu sestru Juliju, s kojom se zaručio 1844. godine.

### Rat s Meksikom
Vjenčanje je prekinula diplomatska kriza uzrokovana priključenjem Teksasa SAD-u. S obzirom na to da Meksiko nije priznao nezavisnost Teksasa, kao ni njegove južne granice, predsjednik Polk je poslao promatrački korpus pod generalom Taylorom na sjevernu obalu Rio Grande. U proljeće 1846. godine te su se snage, među kojima se nalazio i Grant, sukobile s Meksikancima što je poslije preraslo u Američko-meksički rat. Grant je sudjelovao u mnogim značajnim bitkama tog rata, uključujući i osvajanje Ciudad Mexica koje je dovelo do njegovog pobjedonsnog završetka. Pri tome je dva puta je bio pohvaljen i privremeno unaprijeđen zbog hrabrosti.
Godine 1848. Grant se vratio u St. Louis gdje se konačno vjenčao s Julijom. Ona će mu kasnije roditi tri sina i kći, te ga pratiti po garnizonima širom SAD. Jedini izuzetak je bio kada je 1853. poslan u Fort Vancouver u teritoriji Washington, te nije mogao snositi troškove puta za obitelj. Godinu dana kasnije je unaprijeđen u čin satnika i premješten u Fort Humboldt u Kaliforniji. Dugotrajna razdvojenost od supruge ga je okrenula piću, a alkoholizam potom učinio nesposobnim za vršenje vojnih dužnosti. Njegovi nadređeni su mu ponudili da podnese ostavku kako bi izbjegao vojni sud. Grant je pristao kako bi se pridružio obitelji u St. Louisu.

### Civilni život
Grant se tada privremeno riješio viskija, ali njegov civilni život nije bio obilježen velikim uspjesima. Pokušao se baviti zemljoradnjom oko St. Louisa, pri čemu je kupio jednog roba. Zatim je radio kao prodavač nekretnina, da bi se na kraju došao u Illinois i zaposlio u očevoj kožari u gradu Galena.
Granta u to vrijeme, za razliku od ostatka SAD-a, politika previše nije zanimala. Nije bio član nijedne stranke, niti je ikada izašao na izbore. Jedini izuzetak su bili predsjednički izbori 1856. godine, kada je dao glas demokratskom kandidatu i budućem predsjedniku Jamesu Buchananu, dijelom zato što je smatrao da će Buchanan spriječiti otcjepljenje južnih država, a dijelom i zato što je u Kaliforniji bio osobno upoznao republikanskog kandidata Johna C. Fremonta. Četiri godine kasnije, na najvažnijim izborima u povijesti SAD-a, Grant je apstinirao, iako mu je demokrat Stephen A. Douglas bio draži od Abrahama Lincolna.

### Građanski rat

#### Početak rata
Kada je u travnju 1861. predsjednik Lincoln, nakon južnjačkog napada na Fort Sumter, uputio poziv za 75.000 dobrovoljaca, Grant je pomogao regrutirati jednu takvu postrojbu, te je doveo u Springfield, glavni grad Illinoisa. Sam Grant je odbio zapovjedništvo nad tom postrojbom, a guverner Richard Yates mu je dao zadatak da regrutira dobrovoljce po državi. Grant je uporno zahtijevao zapovjedništvo na bojištu, i Yates ga je, saznavši za diplomu West Pointa, imenovao pukovnikom i 17. lipnja dodijelio zapovjedništvo nad 21. pukovnijom Illinoisa.
Ta je jedinica poslana na Zapadno bojište u Missouri, robovlasničku državu koja je formalno ostala vjerna Uniji, ali u kojoj je bilo mnogo pristaša novostvorene Konfederacije. Grant je tamo nekoliko mjeseci proveo uvježbavajući ljudstvo i uvodeći disciplinu među uglavnom neiskusne dobrovoljce. 7.8. je imenovan za brigadnog generala, a nakon toga je stavljen pod zapovjedništvo svog poznanika, generala Fremonta.

#### Zapadno bojište
Prva ozbiljna Grantova akcija bila je okupacija Paducaha, grada u državi Kentucky koja se bila proglasila neutralnom u sporu između Sjevera i Juga. To je bio odgovor na južnjačku okupaciju Columbusa kojom je prekršena ta neutralnost. Prvi veći okršaj s Južnjacima bila je bitka kod Belmonta u studenom. Ona je završila taktički neodlučno, ali je Grant stekao vrijedno iskustvo i saznanje da su južnjačke snage u najgorem slučaju po kvaliteti jednake njegovim trupama.
Grant je u veljači 1862. pokrenuo uz pomoć riječne ratne flotile ofenzivu s ciljem da se osvoje važne južnjačke tvrđave Fort Henry i Fort Donelson. Nakon osvajanja Fort Henryja, kod opsade Fort Donelsona su ga napali Južnjaci, pokušavajući razbiti obruč. Grant ih je porazio, a potom zapovjedniku južnjačkog garnizona poslao ultimatum kojim traži bezuvjetnu predaju (engleski unconditional surrender). Ultimatum je prihvaćen, te se predalo 14.000 Južnjaka što je dotada predstavljalo najveću sjevernjačku pobjedu u ratu, a Grantu dalo nadimak "Bezuvjetna predaja" i enormnu popularnost u sjevernjačkoj javnosti.
Na tu je popularnost postao zavidan njegov pretpostavljeni general Halleck, koji ga je pokušao smijeniti, ali ga je Lincolnova intervencija vratila na položaj. Početkom travnja je Grantova vojska kod Shiloha iznenađena od strane južnjačke vojske na čelu s Albertom Sidneyem Johnstonom. Ispočetka su sjevernjačke snage potisnute, ali je Grant uspio stabilizirati situaciju do dolaska pojačanja i sljedeći dan organizirati veliki i uspješni protunapad. Iako je odnio veliku pobjedu, a Johnston poginuo, u američkoj javnosti je dotada nezamislivi broj poginulih - 23.000 mrtvih i ranjenih na obje strane - izazvao bijes i zahtjeve za Grantovom smjenom. Grant je ovaj put sačuvao svoj položaj samo zahvaljujući intervenciji svog dobrog prijatelja Williama T. Shermana.

#### Vicksburg
Sljedećih nekoliko mjeseci je Grant sudjelovao u operacijama snaga Unije u zapadnom Tennesseeju, a potom ga je zaokupio plan osvajanja Vicksburga - ključne južnjačke utvrde kojom se kontrolirala rijeka Mississippi. Nakon nekoliko bezuspješnih pokušaja u proljeće je lansirao složenu operaciju tijekom koje je, suprotno dotadašnjim načelima ratovanja, operirao u neprijateljskom području bez vlastite logističke baze. Cilj je bio postići što je moguće veću mobilnost i spriječiti Južnjake da protiv njega koncentriraju nadmoćne snage.
Grantova vicksburška operacija - koju mnogi drže jednom od najblistavijih u povijesti ratovanja - je prvo osvajanjem grada Jacksona u Mississippiju odsjekla Vicksburg od opskrbnih linija, a potom nakon bitke kod Champion Hilla stjerala južnjačke snage u zidine Vicksburga. Opsada grada je završila južnjačkom predajom 4. srpnja 1863. godine. Njome je Konfederacija presječena napola, a Sjever stekao kontrolu nad ključnom prometnom arterijom. Uz bitku kod Gettysburga, koja je završila dan ranije, taj se događaj drži prekretnicom nakon koje Jug više nije imao nikakve šanse dobiti rat.
Međutim, rat se nastavio. U rujnu su Južnjaci poduzeli ofenzivu u istočni Tennessee, porazili Sjevernjake u bitci kod Chickamauge i blokirali sjevernjački garnizon u gradu Chattanooga. Grant je u listopadu uspio deblokirati garnizon, a u studenom u odlučnoj bitci kod Chattanooge teško poraziti Južnjake te tako stvoriti bazu za budući prodor u Georgiju.
Sve je to Lincolna uvjerilo da je Grant prava osoba za mjesto vrhovnog zapovjednika snaga Unije. Na to je mjesto imenovan u ožujku 1864. te je odmah razradio strategiju kojoj je cilj bio Konfederaciju napasti iz nekoliko pravaca istovremeno, razdvojiti na nekoliko dijelova te je lišiti sirovina i drugih resursa za dalje vođenje rata. Grantovo mjesto na zapadu preuzima general William T. Sherman.

#### Istočno bojište
Sam Grant je osobno preuzeo zapovjedništvo nad vojskom Potomaca na Istočnom bojištu, čiji je cilj bio direktno napasti južnjačke snage u Virginiji i osvojiti glavni grad Konfederacije Richmond. U svibnju se tim snagama suprotstavila Vojska Sjeverne Virginije na čelu s legendarnim generalom Leejem. Njihov prvi okršaj u Wildernessu završio je taktičkim porazom Sjevernjaka, ali je Grant, umjesto da se povuče i popuni gubitke, naredio nastavak napredovanja na jug i tako prisilio samog Leeja na povlačenje. To je dovelo do krvavih bitaka kod Spotslyvanije i Cold Harbora gdje Leejevi taktički uspjesi nisu uspjeli spriječiti sjevernjačko napredovanje i izbijanje pred Richmond gdje je u lipnju otpočeo pozicijski rat.
Grantove snage su pretrpile teške gubitke, ali ih je Grant, za razliku od Leeja, mogao nadoknaditi. U međuvremenu je general Sherman uspješno probio južnjačke linije i u svojem maršu na more opustošio Georgiju i Južnu Karolinu, lišivši Jug hrane i drugih resursa.

#### Kraj rata
Iscrpljeni Južnjaci nisu više mogli pružati otpor ni Grantu. U ožujku su rovovi ispred Richmonda probijeni, a potom zauzet južnjački glavni grad. Leejeve snage su pokušale pobjeći, ali ih je Grant sustigao i natjerao na predaju kod Appomatoxa 9. travnja 1865. god. Iako su mnogi Sjevernjaci to označili kao kraj rata, Grant je ispravno zaključio da je to predaja samo jedne južnjačke vojske, te da će biti još bitaka. No preostale južnjačke snage, demoralizirane Leejevom predajom, i samo su u sljedećih nekoliko mjeseci položile oružje, čime rat konačno završava.
Grant je prilikom predaje inzistirao da se prema poraženom neprijatelju dobro postupa, kako bi se što više očuvao njegov ponos i tako olakšalo nacionalno pomirenje nakon rata koji je i dan-danas najkrvaviji u američkoj povijesti.

### Grant kao poratni general
U razdoblju neposredno nakon rata Grant je uživao zenit popularnosti. Novi predsjednik Andrew Johnson, zamjenik ubijenog Lincolna, imenovao ga je prvim generalom armije u američkoj povijesti.
Sam Grant je ispočetka ostao vjeran svojoj tradiciji nemiješanja u politiku, ali je s vremenom došao u sukob, prvo s radikalnim republikancima u Kongresu koji su inzistirali na okupacijskom režimu koji bi uveo nužne reforme u južnim državama. Grant je 1866. pratio Johnsona na nacionalnoj turneji, kako bi svojim autoritetom pomogao predsjednikovu pomirljivu politiku prema poraženim Južnjacima.
Međutim, kada je Johnson došao u sukob s ministrom rata Edwinom Stantonom, Grant se okrenuo republikancima i počeo podržavati njihov program Rekonstrukcije južnih država. Formalno je postao član stranke i u svibnju 1868. na republikanskoj konvenciji prihvatio kandidaturu za predsjednika. U studenom je relativno lako pobijedio demokratskog kandidata Horatija Seymoura.

### Predsjednik Grant
Po dolasku u Bijelu kuću, ispostavilo se da Grantu nedostaju političko iskustvo kako bi uspješno mogao obavljati svoj mandat. To su zloupotrijebili mnoge nečasne ličnosti, te je Grantova administracija već na samom početku stekla reputaciju legla korupcije. Sam Grant, frustriran nizom skandala koje nije mogao spriječiti, sve je više utjehe pronalazio u piću.
Ako se zanemari korupcija, njegov prvi mandat je, s druge strane, bio relativno uspješan. Grant je provodio program Rekonstrukcije na Jugu te nastojao suzbiti Ku Klux Klan i očuvati građanska prava netom oslobođenih robova. Istovremeno su SAD doživjele ekonomski procvat, pogotovo na ratom nepogođenom Sjeveru, kao i na Zapadu, odnedavno s ostatkom zemlje spojenim Transkontinentalnom željeznicom.
Zahvaljujući tome je Grant lako dobio drugu republikansku nominaciju 1872. godine. Iako se pred izbore 1872. godine frakcija republikanskih nezadovoljnika odcijepila, formirala Liberalnu republikansku stranku i zajedno s demokratima podržala Horacea Greeleya, Grant je dobio još veći broj glasova.
Međutim, 1873. godine je SAD zahvatila velika ekonomska kriza. Sljedeće godine su demokrati osvojili većinu u Zastupničkom domu Kongresa, prvi put nakon građanskog rata. Drugi mandat su obilježili još gori korupcijski skandali nego u prvom. Zbog toga je Grant, svjestan gubitka popularnosti, odlučio ne natjecati se za treći mandat.
Posljednji Grantov predsjednički akt od važnosti bilo je imenovanje posebne predsjedničke komisije koja je imala zadatak riješiti spor oko rezultata predsjedničkih izbora 1876. godine. Ta se komisija drži zaslužnom za tzv. Kompromis 1877. godine, kojim je za skoro cijelo jedno stoljeće cementirana rasna segregacija na Jugu.
Grantova predsjednička administracija uživa neslavnu reputaciju jedne od najkorumpiranijih, a samog Granta se dugo držalo jednim od najgorih predsjednika u američkoj povijesti. Međutim, u posljednje vrijeme takvu Grantovu reputaciju američki povjesničari manje tumače stvarnim rezultatima, koliko posljedicom ogromnog razočaranja suvremenika koji su, s obzirom na Grantove ratne uspjehe, imali nerealna očekivanja o njegovim političkim i državničkim sposobnostima.

### Grant nakon Bijele kuće
Grant je nakon odlaska iz Bijele kuće odlučio putovati po svijetu, pa je tako postao prvi američki predsjednik koji je posjetio Japan, a 1879. je kao arbitar u teritorijalnom sporu Japana s Kinom oko otočja Ryukyu presudio u japansku korist.
Pri povratku u SAD, Grant se ponadao kako bi ponovno mogao biti izabran za predsjednika. Međutim, njegov pokušaj je 1880. godine na republikanskoj izbornoj konvenciji lako suzbio James A. Garfield, koji će poslije biti izabran za predsjednika.
Grant se poslije preselio u New York, gdje je svu svoju imovinu uložio u posao koji je vodio burzovni mešetar i samozvani "Napoleon financija" Ferdinand Ward. Godine 1884. Ward je bankrotirao tvrtku i pobjegao sa svim novcem. Tako su Grant i njegova obitelj ostali bez ikakvih izvora prihoda, a iste je godine Grant saznao da boluje od raka grla, najvjerojatnije izazvanog njegovom strašću za cigarama.
Očajnički nastojeći prehraniti obitelj, Grant je pristao na ponudu časopisa The Century da za sitan honorar opiše svoje ratne doživljaje u nekoliko članaka. Kada ih je pročitao čuveni pisac i izdavač Mark Twain, kontaktirao je Granta i naručio cijelu knjigu memoara, ovaj put za daleko bolju cijenu. Grant je nakon toga svu svoju preostalu energiju uložio u projekt, dovršivši knjigu na samrtnoj postelji, nekoliko dana prije smrti.
U knjizi je opisao svoj rani život, vojničku karijeru, sudjelovanje u meksičko-američkom ratu, civilni život između ratova te završio s trijumfom kod Appomatoxa. Iako je iz svoje biografije izbacio neke kompromitirajuće detalje, kao što je alkoholizam i držanje robova, Memoari predstavljaju izuzetno kvalitetan prikaz SAD-a i Meksika sredinom 19. stoljeća, isto kao i vrijedan izvor mnogih povijesnih podataka. U Memoarima je Grant iskoristio priliku da iskaže svoje mišljenje o mnogim važnim događajima, pa je tako meksičko-američki rat nazvao "zločinom radi kojeg je Bog Ameriku kaznio građanskim ratom". Međutim, memoare je završio u optimističnom tonu, držeći kako će SAD biti jedna od glavnih svjetskih sila u 20. stoljeću.
Grantovi memoari su doživjeli veliki uspjeh i prehranili njegovu obitelj. Danas se smatraju jednim od najboljih vojničkih memoara u povijesti, odnosno jednim od najvećih djela u američkoj i svjetskoj književnosti.

## Vanjske poveznice
- First Inaugural Address  Arhivirana inačica izvorne stranice od 20. listopada 2012. (Wayback Machine)
- Second Inaugural Address  Arhivirana inačica izvorne stranice od 20. listopada 2012. (Wayback Machine)
- Scott, Candace, U.S. Grant homepage article on anti-Semitism  Arhivirana inačica izvorne stranice od 13. siječnja 2006. (Wayback Machine)
- Scott, Candace, Grant and Slavery  Arhivirana inačica izvorne stranice od 8. siječnja 2006. (Wayback Machine)
- White House Biography  Arhivirana inačica izvorne stranice od 4. svibnja 2006. (Wayback Machine)
- Emerson, Col. John W., Grant's Life in the West and His Mississippi Valley Campaigns  Arhivirana inačica izvorne stranice od 12. siječnja 2006. (Wayback Machine), U.S. Grant Association website.
- Complete Bibliography  Arhivirana inačica izvorne stranice od 12. siječnja 2006. (Wayback Machine)